# Германия в Первой мировой войне
Германская империя вступила в Первую мировую войну 1 августа 1914 года на стороне Центральных держав, объявив войну России. 3 августа Германия объявила войну Франции, а 4 августа — Британская империя объявила войну Германии.
Поводом для начала войны стало убийство австрийского эрцгерцога Франца Фердинанда сербским студентом. Германская империя поддержала своего главного военного союзника Австро-Венгрию и почти ультимативно потребовала от России прекратить уже начатую там мобилизацию, вследствие чего 1 августа 1914 года была вынуждена объявить последней войну.
Германия была лидером военно-политического блока Центральных держав и принимала самое активное участие в войне. Германская имперская армия воевала на Западном, Восточном, Итальянском и Балканском фронтах. Помимо этого немецкие колониальные войска вели боевые действия в Африке. Германский флот действовал в Северном, Балтийском морях, в Атлантическом, Тихом и Индийском океанах, Германия также вела неограниченную подводную войну, как и все страны участвовавшие в войне.
После поражения Центральных держав в войне по Версальскому мирному договору основной виновницей Первой мировой войны была названа Германия. Также после войны Германия потеряла все свои колонии и значительную часть собственной территории страны в Европе. Размеры армии и флота были сильно ограничены, на страну была возложена выплата репараций победителям.

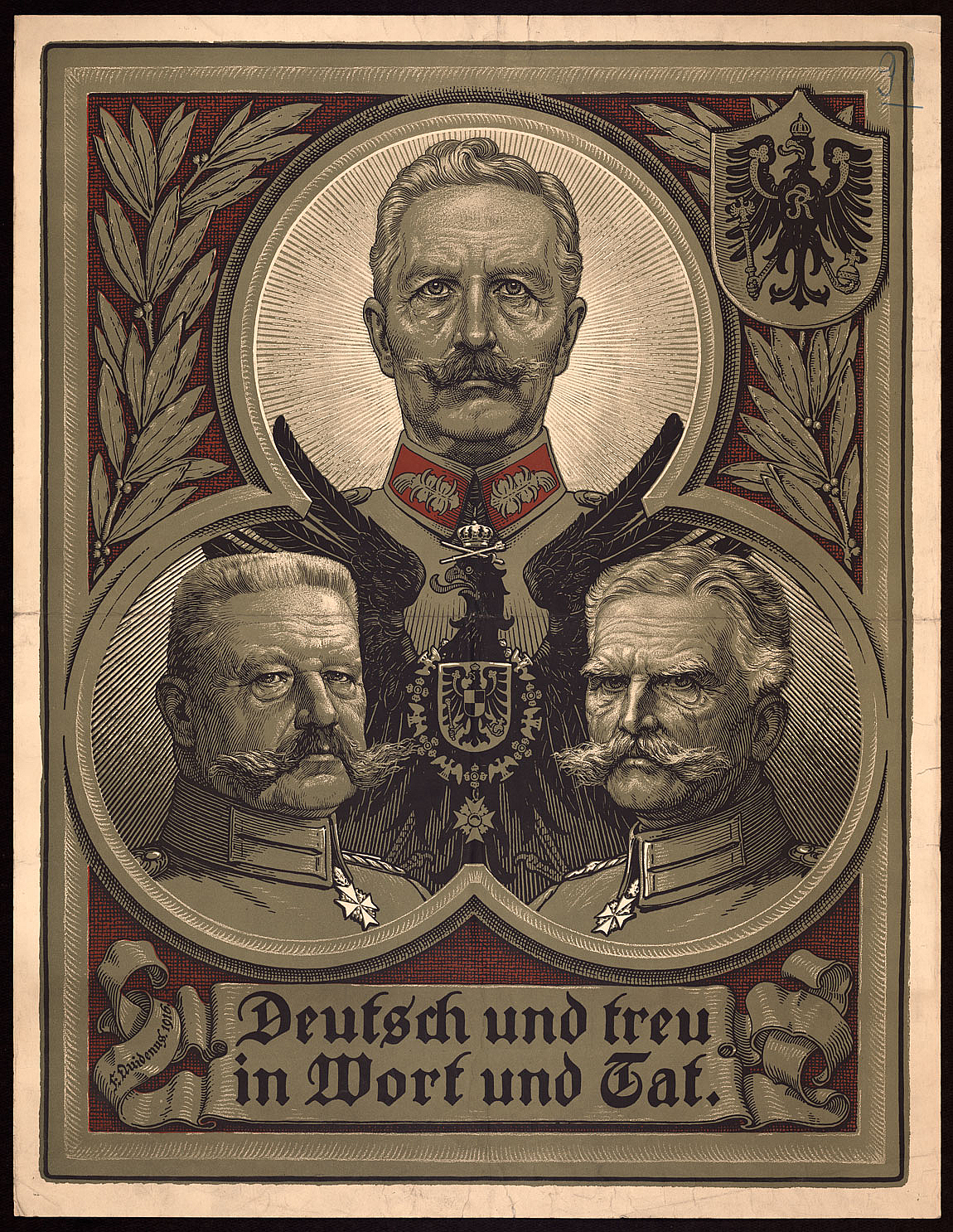
Император Вильгельм II, Пауль фон Гинденбург и Август фон Макензен, плакат 1916 года. Подпись гласит: Немецкие и верные на словах и на деле

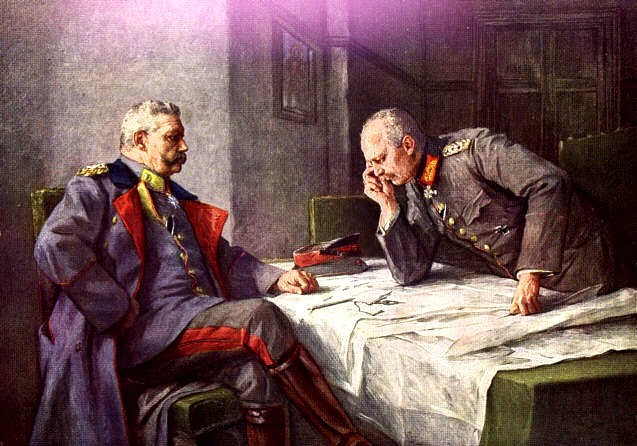
Пауль фон Гинденбург и генерал Эрих Людендорф, картина Гуго Фогеля, 1917 год

## Германия перед мировой войной
Германская империя, образованная после франко-прусской войны в 1871 году, стремилась к политическому и экономическому господству в Европе. Включившись в борьбу за колонии только после 1871 года, Германия желала передела колониальных владений Англии, Франции, Бельгии, Нидерландов и Португалии в свою пользу, которые к тому времени были крупнейшими колониальными державами в мире.
В 1882 году был создан Тройственный союз (Германия, Австро-Венгрия и Италия). В договоре было оговорено, что в случае нападения на одну из сторон, каждая страна союза обязана была прийти на помощь союзнику. Таким образом Германии удалось обезопасить себя от возможной войны на два фронта. В 1888 году германским императором стал Вильгельм II, который был сторонником агрессивной внешней политики и экспансии.
В Германии началось строительство современного флота. Это привело к началу гонки вооружений между Германией и странами Антанты. Помимо этого Германия стремилась получить новые колонии и сферы влияния.

## Идеологическое оправдание войны
Интеллектуалы Германии сравнивали участие в войне Германии с революцией во Франции 1789 года. Они проповедовали идеи «Немецкой революции 1914 года», которая уничтожит либерально-эгоистическое западное общество, сформирует общество без классовых противоречий и партийной борьбы.
4 октября 1914 года в крупных немецких газетах был опубликован манифест «К культурному миру», подписанный 93 немецкими интеллектуалами. В манифесте указано, что Германия не несёт ответственности за развязывание войны, и что «давно подстерегавшие на границах враждебные силы с трех сторон накинулись на наш народ».

## Вступление в Первую мировую войну

### Июльский кризис
28 июня 1914 года в Сараево сербским студентом Гаврилой Принципом был убит австрийский эрцгерцог Франц Фердинанд. После этого убийства у Австрии появился повод объявить войну Сербии, которая мешала австрийской гегемонии на Балканах.
Вскоре после убийства император Австрии Франц-Иосиф I заручился поддержкой главного союзника — Германии. 5 июля германский император Вильгельм II заверил, что Берлин поддержит Вену.
23 июля Австро-Венгрия предъявила Сербии ультиматум, который состоял из десяти пунктов. Ультиматум был явно невыполним и составлен так, чтобы Сербия отвергла его, дав тем самым основание для начала боевых действий. На ответ было отведено 48 часов. Шестой пункт гласил: «Провести расследование против каждого из участников сараевского убийства с участием в расследовании австрийского правительства». Этот пункт нарушал суверенитет и Конституцию Сербии. Сербы приняли все пункты ультиматума кроме шестого. Это дало повод австрийцам 28 июля 1914 года объявить Сербии войну.
31 июля Франц-Иосиф I подписал указ о всеобщей мобилизации в Австро-Венгрии. В этих условиях 29 июля Николай II отдал приказ о всеобщей мобилизации в России, которая была готова защищать дружеское славянское государство. Германия потребовала от России прекратить военные приготовления.
1 августа 1914 года Германия объявила России войну, 3 августа — Франции. 4 августа Британская империя объявила войну Германии. Началась Первая мировая война.
Объявление войны было воспринято жителями Германии с большим воодушевлением. Победа над Францией и Великобританией, «коварным Альбионом», извечным врагом Германии, которой так жаждали немцы, стала для них вопросом национальной гордости. Сторонники СДПГ призывали к войне с реакционным русским царизмом.

### Мобилизация и состояние армии

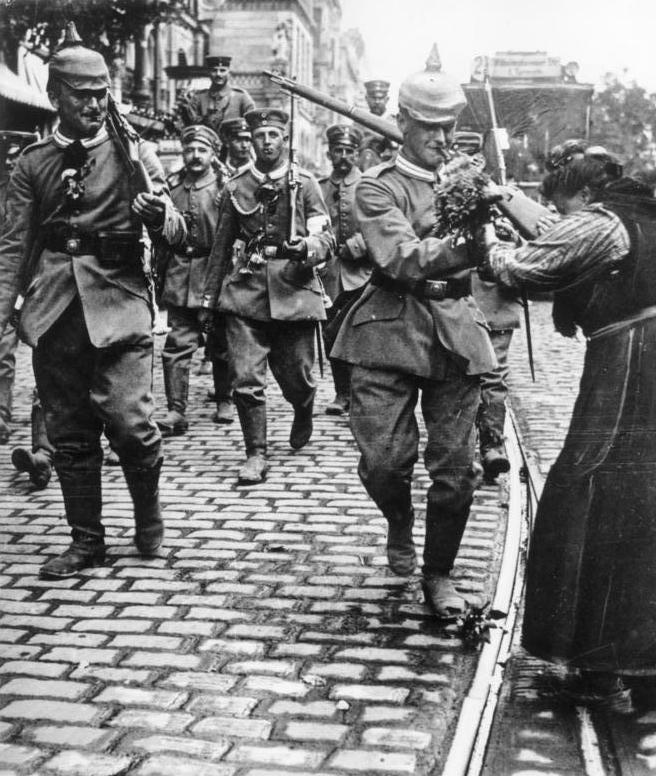
Мобилизация в Германии, 1 августа 1914 года

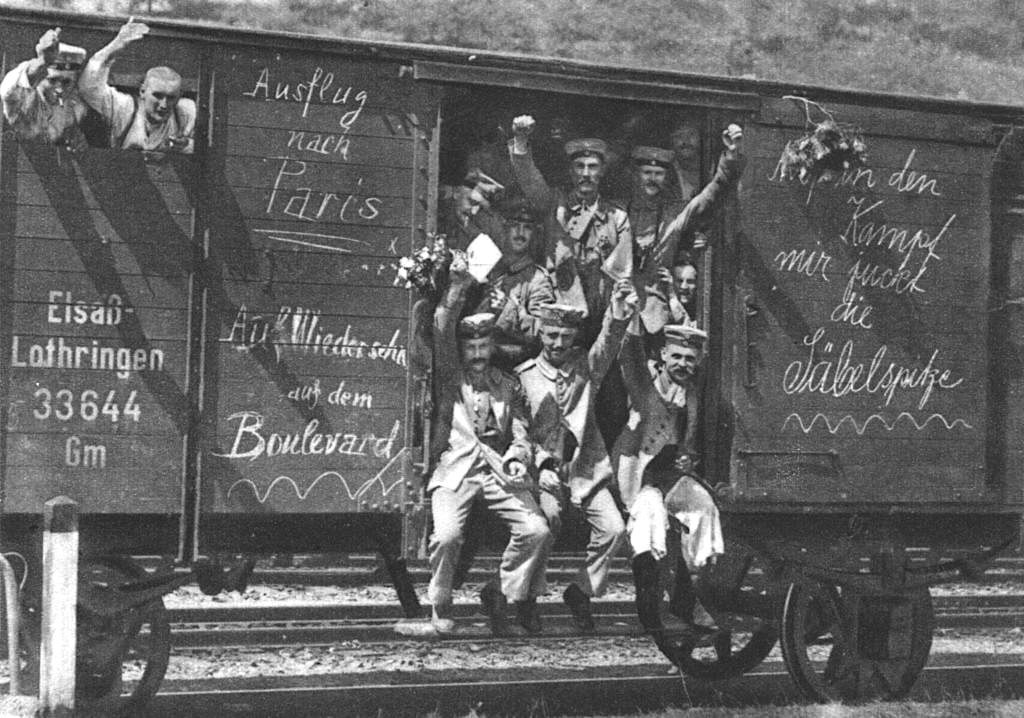
Германские солдаты по пути на фронт

После проведения мобилизации в рядах немецких вооружённых сил насчитывалось 3 822 000 человек. По плану Шлиффена планировалось нанести удар по Франции, вывести её из войны, а затем перебросить главные силы против русской армии.
На Западном фронте с началом мобилизации стороны начали переброску войск в районы развёртывания. Германское командование развернуло против Франции 7 армий и 4 кавалерийских корпуса, до 5000 орудий, всего группировка германских войск насчитывала 1 600 000 человек. Германское командование планировало нанести сокрушительный удар по Франции через территорию Бельгии. Однако несмотря на то, что всё основное внимание германского командования было приковано к вторжению в Бельгию, германцы принимали все меры для того, чтобы не дать французской армии, наступавшей в Эльзас-Лотарингии, захватить этот регион.
К концу развёртывания силы сторон численно были примерно равны (1 600 000 германских войск против 1 562 000 войск союзников). Однако стратегическая инициатива была на стороне германцев. Их развёрнутые войска представляли почти сомкнутую сосредоточенную силу.
На Восточном фронте германское командование сосредоточило против России одну армию (8-я армия) в Восточной Пруссии. В состав 8-й армии, вошли 4 армейских корпуса. Главной задачей германской армии была оборона Восточной Пруссии и помощь австро-венгерским войскам, которые, по плану германского командования, должны были сыграть главную роль в борьбе с Россией.

### Вооружение
Германская Империя вступила в войну имея достаточно мощную армию и второй по величине военный флот в Европе. Первоначально вооружение Германии соответствовало вооружению стран-противников. Тем не менее германское командование отличалось крайним консерватизмом, что отрицательно влияло на быстрое появление у немцев новейших видов вооружения, таких как: бронеавтомобили, танки, авиация. Тем не менее у германской армии была довольно развитая автомобилизация, а также большой подводный флот, действующий в Атлантическом океане и на Балтийском море.
- Немецкая пехота имела на вооружении стандартные магазинные винтовки Mauser 98, пистолеты Маузера, Люгера и Дрейзе. С 1916 года появились и противопехотные гранаты Stielhandgranate. Поддерживали пехоту тяжелые станковые пулемёты MG 08, которые являлись немецкой версией пулемёта Максима и облегчённые версии пулемёта предназначенные для поддержки пехоты (MG 08/15 и MG 08/18), а также ручные датские пулемёты Мадсен. Особенно эффективным средством они стали во время так называемой Окопной войны, где наводили ужас на атакующую пехоту Антанты. К концу войны был разработан первый германский пистолет-пулемёт MP18.
- Германская артиллерия была представлена довольно широким перечнем пехотных, горных и полевых орудий калибром от 76-мм, до сверхтяжелых, осадных и железнодорожных орудий калибром до 420-мм.
- Бронеавтомобили у германцев появились с опозданием, кроме того в незначительно количестве по сравнению с противником. Причиной этому стала большая загруженность промышленности и без того работавшей на нужды фронта, а также предвзятое отношение командования, считавшее бронеавтомобили скорее ненужной игрушкой, чем реальной силой на поле боя. Наиболее массовым из германских броневиков стал Ehrhardt E-V/4, которых было построено всего три десятка. Остальные модели броневиков были либо построены в единичных опытных экземплярах, либо небольшой серией уже к завершению войны.
- Разработка танков в Германии началась вскоре после применения их британцами в битве на Сомме в 1916 году. Однако, Германия не имела опыта в строительстве подобной боевой техники. Единственным танком который сумела дать германская промышленность, стал A7V построенный лишь в 20 экземплярах. До этого немцам приходилось довольствоваться лишь трофейными британскими и французскими танками.
- Военная авиация Германской Империи начиналась, прежде всего, с дирижаблестроения. Военные дирижабли построенные графом Фердинандом фон Цеппелином представляли значительную угрозу для городов стран-членов Антанты и первоначально могли, практически безнаказанно, их бомбить. Одним из первых городов подвергнутых бомбардировке с германского дирижабля 14 августа 1914 года стал Антверпен. Тем не менее с появлением первых средств ПВО, германские Цеппелины перешли на тактику ночных бомбардировок, поскольку были крайне уязвимыми. Аэропланы, первоначально, применялись в основном в качестве разведывательных средств и лишь начиная с 1915 года с появлением у противника большого количества авиации перешли в разряд истребителей и бомбардировщиков. Значительным достижением германского авиастроения времен Первой мировой войны стало производство тяжёлых бомбардировщиков марки Gotha.
- Военно-морской флот Германской Империи являлся вторым по величине (первым являлся флот Великобритании) в Европе. Флот, традиционно, являлся наиболее мощным и боеспособным родом войск Кайзеровской Германии.

## Участие в боевых действиях
Германские вооружённые силы участвовали в военных действиях на территории Европы, Азии, Африки. Немецкие войска с самого начала войны были вынуждены воевать на два фронта. На Западе немцам противостояли бельгийцы, французы и англичане. На Востоке российские войска. Кроме этого германское командование было вынуждено практически на протяжении всей войны оказывать военную, материальную и другие виды помощи своим союзникам: Австро-Венгрии, Турции и Болгарии.
Германские войска перебрасывались на Итальянский фронт, Балканский фронт, а также на помощь турецкой армии. Германские офицеры и генералы фактически осуществляли руководство турецкими вооружёнными силами, тесно сотрудничали с болгарским и австрийским командованиями. Немецкие войска на протяжении всей войны были наиболее боеспособными войсками воюющих держав. Немецкие армии проводили успешные операции на всех фронтах войны. Во многом благодаря помощи Германии, войскам Четверного союза удалось добиться крупных успехов на Итальянском и Балканском фронтах, в Румынии.
Германский флот также противостоял флотам Антанты, однако фактически оказался блокирован более мощным английским флотом. Несмотря на это немецкий надводный и в особенности подводный флот проводили успешные операции на всём протяжении войны. Таким образом немецкая армия была наиболее боеспособной из армий Центральных держав.

### Западный фронт
Западный фронт охватывал территорию Бельгии, Люксембурга, Эльзаса, Лотарингии, рейнские провинции Германии, а также северо-восток Франции. Протяжённость фронта от реки Шельды до швейцарской границы составляла 480 км, в глубину — 500 км, от Рейна до Кале. Западная часть театра военных действий представляла собою равнину с разветвлённой дорожной сетью, удобную для действий крупных войсковых объединений; восточная часть по преимуществу горная (Арденны, Аргоны, Вогезы) ограничивала свободу манёвра войск. Особенностью Западного фронта было его промышленное значение (угольные копи, железная руда, развитая обрабатывающая промышленность).
После начала войны в 1914 году германская армия начала вторжение в Бельгию и Люксембург, затем наступление на Францию, стремясь захватить важные промышленные регионы страны. В Марнском сражении германские войска потерпели поражение, после чего обе стороны укрепились на достигнутых рубежах, сформировав позиционный фронт от побережья Северного моря до франко-швейцарской границы.
В 1915—1917 годах было проведено несколько наступательных операций. В боевых действиях использовалась тяжёлая артиллерия и пехота. Однако системы полевых укреплений, применение пулемётов, колючей проволоки и артиллерии наносили серьёзные потери как нападавшим, так и оборонявшимся. В результате не было значительных изменений линии фронта.
В своих попытках прорвать линию фронта обе стороны применяли новые военные технологии: отравляющие газы, самолёты, танки. Несмотря на позиционный характер проводимых боёв, Западный фронт имел важнейшее значение для окончания войны. Решающее наступление союзников осенью 1918 года привело к поражению германской армии и окончанию Первой мировой войны.

#### 1914 год
2 августа германская армия начала наступление, был оккупирован Люксембург. После того как Бельгия отказалась пропускать немецкие войска через свою территорию, Германия, объявив Бельгии войну, начала вторжение. 16 августа после штурма была взята крупнейшая бельгийская крепость Льеж. 20 августа немцы взяли Брюссель, Намюр и в сентябре осадили Антверпен.
После этого немецкие войска вторглись на территорию Франции и вступили в ожесточённые встречные бои с французскими войсками. В развернувшемся пограничном сражении победу одержали немцы. Союзные армии спешно отступали по всему фронту. 5 сентября немецкие армии вышли к Марне. Вскоре здесь развернулось крупномасштабное сражение в котором англо-французские войска нанесли поражение немецкой армии. После этого укрепившись на Эне стороны предприняли ряд безуспешных атак.
После этого началась борьба по охвату флангов противника, однако она успеха воюющим сторонам не принесла и по всей линии фронта установился позиционный фронт.

#### 1915 год

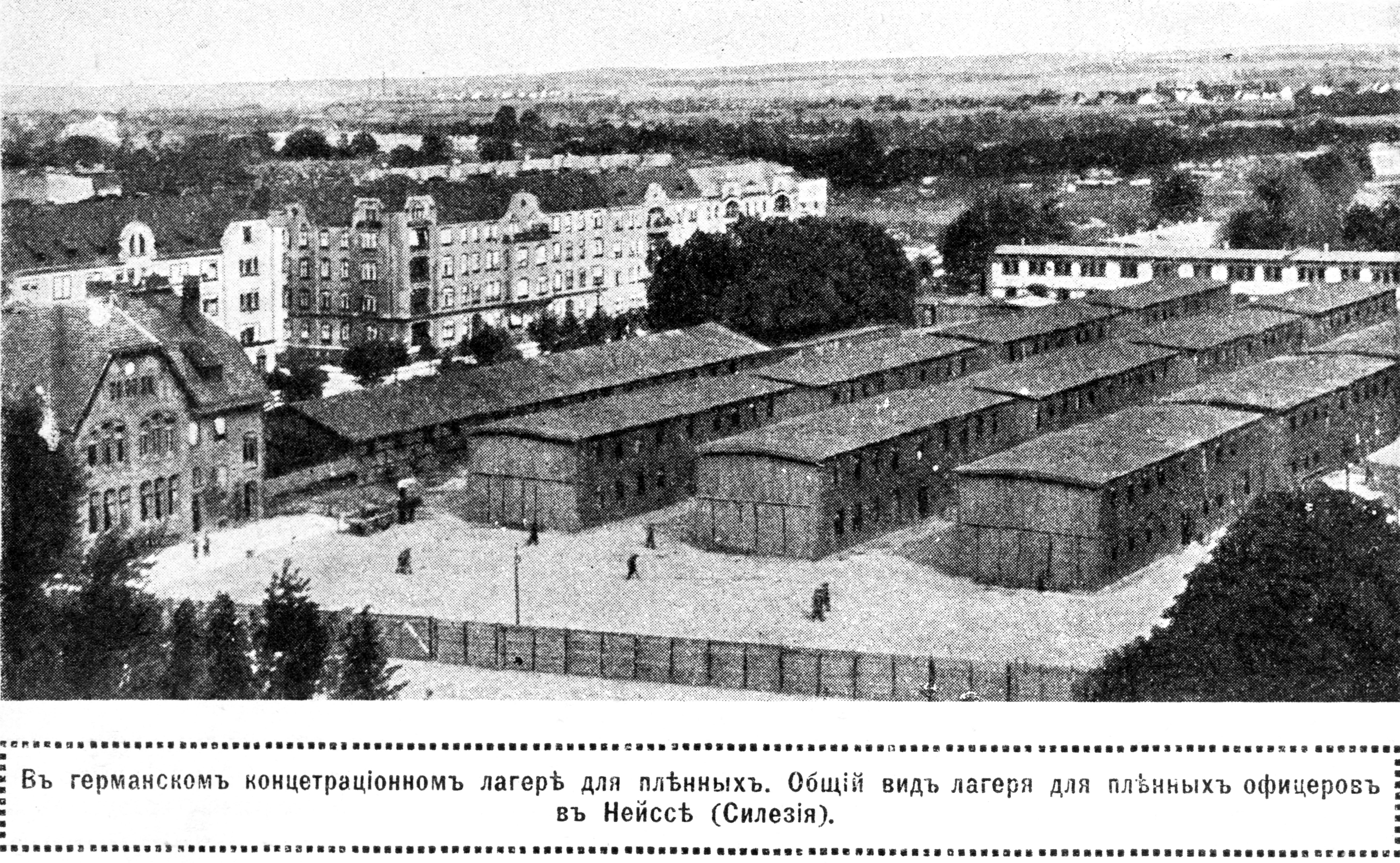
Немецкий концентрационный лагерь Нейссе (Силезия) для пленных офицеров. 1915

Западный фронт. Карта кампании 1915—1916 годов

В 1915 году на Западном фронте установилось позиционное затишье. Немецкое командование, перебросив значительные силы на Восточный фронт против русской армии, планировало лишь незначительные операции и оборонительные действия.
Союзники же по Антанте, воспользовавшись этим, планировали нанести немецким армиям поражение и прорвать линию фронта. Первая попытка у Нев-Шапель закончилась для англичан неудачей. Французские войска многократно атаковали в Шампани, однако также не добились успехов. Осенью англо-французские войска попытались в очередной раз провести крупное наступление, но и оно завершилось безрезультатно. Германская армия в 1915 году на Западе провела одну крупную наступательную операцию во Фландрии с использованием отравляющих газов, однако первоначальный успех им развить также не удалось.

#### 1916 год
В 1916 году германский генштаб принял решение перебросить основные силы на Запад и окончательно завершить войну, разгромив французскую армию. Целью германского наступления был Верденский выступ, являвшийся опорой французского фронта.
В марте германская армия начала крупномасштабное наступление у Вердена. Хотя немцам удалось взять большинство фортов, немецкая армия за время ожесточённых боёв понесла тяжелейшие потери. Несмотря на многочисленные атаки и подвоз резервов, немцам захватить Верден не удалось. Кроме того, периодические наступления русских войск на Восточном фронте, вынуждало немцев перебрасывать с Вердена и других рубежей Западного фронта часть войск на поддержку австро-венгерским армиям. В октябре французские армии провели контрнаступление и восстановили положение. Обе стороны понесли в битве при Вердене огромные потери (по 300 000 человек). Битва при Вердене получила название «Верденская мясорубка». План прорыва французского фронта не был реализован.
Летом для облегчения положения под Верденом, английская армия начала крупномасштабное наступление на Сомме. Многомесячные бои не принесли сторонам желаемого результата. В ходе этой операции британцы незначительно продвинулись вглубь германской обороны.
В итоге, несмотря на огромные потери, немецкой армии не удалось выполнить главную задачу — прорвать фронт союзных войск.

#### 1917 год
В 1917 году наступательная инициатива окончательно переходит к странам Антанты. Союзные войска проводят ряд крупнейших наступательных операций весной 1917 года. Однако в ходе боёв при Аррасе и в особенности при наступлении французской армии союзникам не удалось добиться успехов. Союзные войска не смогли прорвать линию фронта и понесли тяжелейшие потери. Французская армия оказалась практически небоеспособной, в ней начались солдатские восстания.
Британские войска провели в конце 1917 года ряд операций. Битва во Фландрии крупных результатов не принесли и проходила в тяжёлых условиях. А в битве при Камбре англичане впервые применили в массовом количестве танки, однако первоначальный успех им развить не удалось.

#### 1918 год
В марте 1918 на Западный фронт прибыли войска США. В это же время немецкое командование предприняло последнюю попытку провести массовое наступление против войск Антанты на Западе и овладеть Парижем с целью выбить Францию из войны (операция «Кайзершлахт»). Этому поспособствовал Брест-Литовский договор с Россией, который позволил немецкому командованию высвободить часть войск с Восточного фронта и перенаправить их на западное направление. С марта по июль немецкой армии удавалось наносить серьёзный урон противнику и продвинуться к Парижу вплоть до реки Марна, где в середине июля союзникам удалось наконец остановить немецкое наступление. В августе союзникам удалось прорвать немецкий фронт под Амьеном, а в сентябре началось их наступление по всему фронту, Истощённые боями немецкие войска начали общий отход с территории Франции.
Эрих Мария Ремарк в своём романе «На Западном фронте без перемен» так писал о положении немецких войск в 1918 году:

«На каждый немецкий аэроплан приходится по меньшей мере пять английских и американских. На одного голодного, усталого немецкого солдата в наших окопах приходится пять сильных, свежих солдат в окопах противника. На одну немецкую армейскую буханку хлеба приходится пятьдесят банок мясных консервов на той стороне. Мы не разбиты, потому что мы хорошие, более опытные солдаты; мы просто подавлены и отодвинуты назад многократно превосходящим нас противником». 
К началу октября положение Германии стало безнадёжным. Экономика страны находилась в глубоком упадке; армия была близка к бунту; население утратило веру в кайзера. По всей стране шли забастовки, а фронт откатывался к германской границе. Уже с конца сентября коалиция Центральных держав начала распадаться и союзники Германии стали поочерёдно выходить из войны. 9 ноября монархия была свергнута.
11 ноября 1918 года, в Компьенском лесу, немецкой делегацией было подписано перемирие. Это означало капитуляцию Германии в Первой мировой войне.

### Восточный фронт
На Восточном фронте происходили боевые действия между Россией и Румынией (с 1916 года) с одной стороны (Антанта) и Германией и Австро-Венгрией — с другой (Центральные державы). Восточный фронт по своей протяжённости намного превосходил Западный фронт. По этой причине война на восточном фронте имела менее позиционный характер по сравнению с Западным фронтом. На Восточном фронте происходили крупнейшие сражения Первой мировой войны. После октябрьской революции в России австро-германскому блоку удалось склонить Россию и Румынию к подписанию сепаратных мирных договоров.

#### 1914 год
В августе 1914 года на территорию Восточной Пруссии вторглись 2 российские армии. Нанеся поражение немецкой 8-й армии под Гумбинненом, русские продолжали наступление, которое вызвало обеспокоенность у германского командования. Немецкие войска были усилены 2 корпусами, переброшенными с Западного фронта. Вскоре немецким войскам удаётся окружить и разгромить 2-ю русскую армию. Одержав эту победу, немецким войскам удаётся окончательно изгнать все российские войска из Восточной Пруссии. Затем до окончания 1914 года на Востоке немецкое командование сформировало ещё 2 армии (9-ю и 10-ю). В октябре — декабре немецкие войска участвовали в боях с русскими у Лодзи, Ивангрода и Варшавы.
В ходе кампании 1914 года немецкой армии удалось остановить наступление русских, нанести им тяжёлые потери. Однако переход в наступление в Польше не увенчался успехом для немецкой армии. С конца 1914 года на Восточном фронте устанавливается позиционная линия фронта.

#### 1915 год
В феврале Восточный фронт Германии направил основные силы на удар против России. В это же время происходила битва на мазурских озёрах (граница востока Польши), где германские войска разгромили русские войска численностью в 10 000 солдат, вынудив их оставить Восточную Пруссию.
Март был ознаменован захватом российскими войсками австрийской крупной крепости Перемышль.
В мае-апреле прорыв немецкими войсками фронта в Галиции, начало отступления русских войск.
Русские войска оставляют Польшу в июле-августе 1915 года, а уже в октябре происходит стабилизация фронта. Вступление в войну Болгарии на стороне Тройственного союза. Разгром Сербии на Балканах.

#### 1916 год
Паттерн

#### 1918 год
Брестский мирный договор был подписан 3 марта 1918 года между большевистским правительством РСФСР и Центральными державами и означал выход России из войны. По мирному договору Россия уступила: Прибалтику, Украину, Беларусь и Республики Закавказья. По ресурсам Россия потеряла  90℅ каменного угля, 73%  железной руды, 54% промышленности. А по очертанию её западных границ страна вернулись к эпохе Бориса Годунова. Условия мирного договора: вывести войска с территории Османской империи, а также передать ей округа Ардаган, Батум и Карс; принять режим торговли с Германской империей от 1904 года; демобилизовать армию и разоружить флот; прекратить революционную пропаганду в Центральных державах и союзных им государствах. 
Германия также смогла перебросить дополнительные дивизии на Западный фронт и тем самым подготовить там своё весеннее наступление (1918)

## Тыл в Период Первой мировой войны

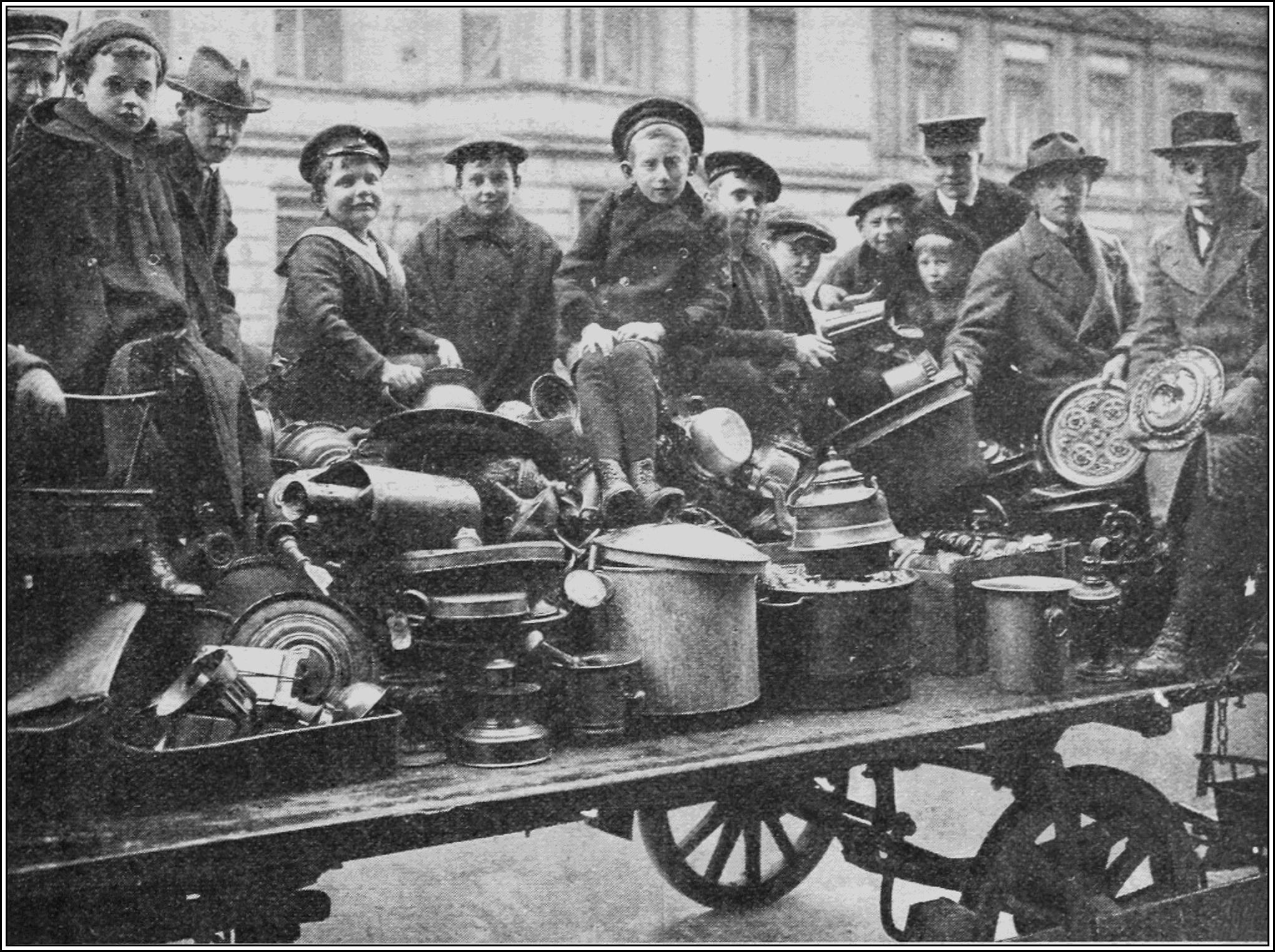
Германские дети собирают металлические изделия для переплавки на военные нужды, 1916 год

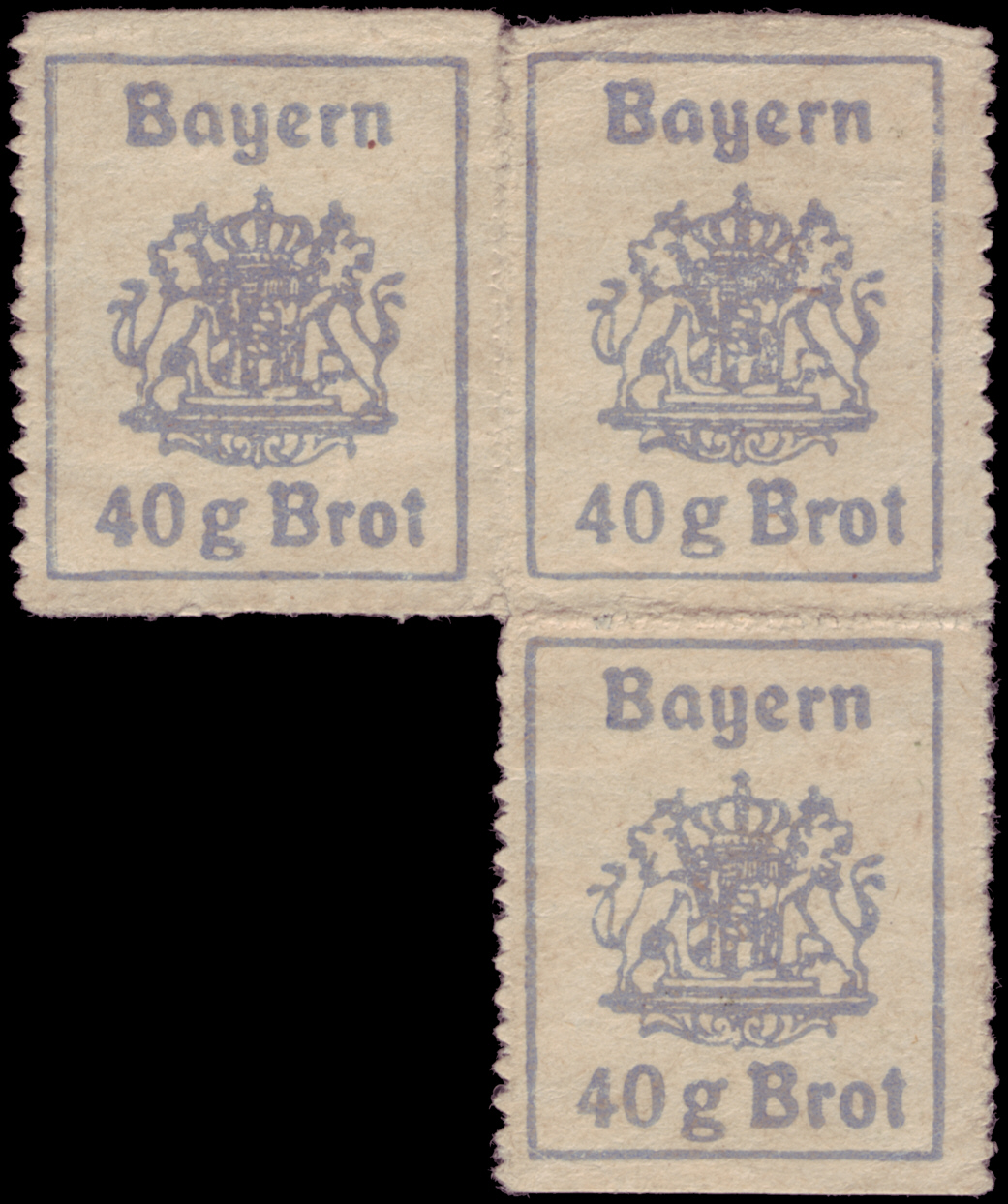
Карточки на хлеб (Бавария)

Война стала для Германии войной на истощение.

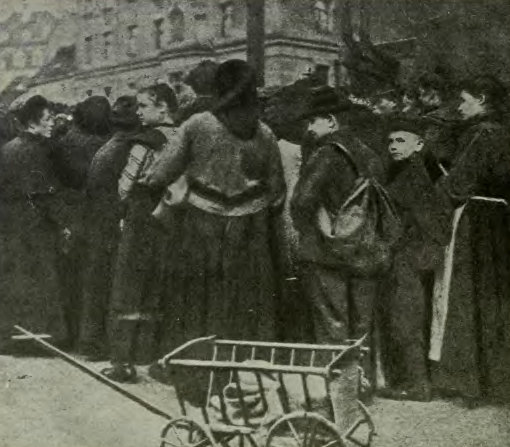
Очередь за хлебом в Берлине, 1918 год

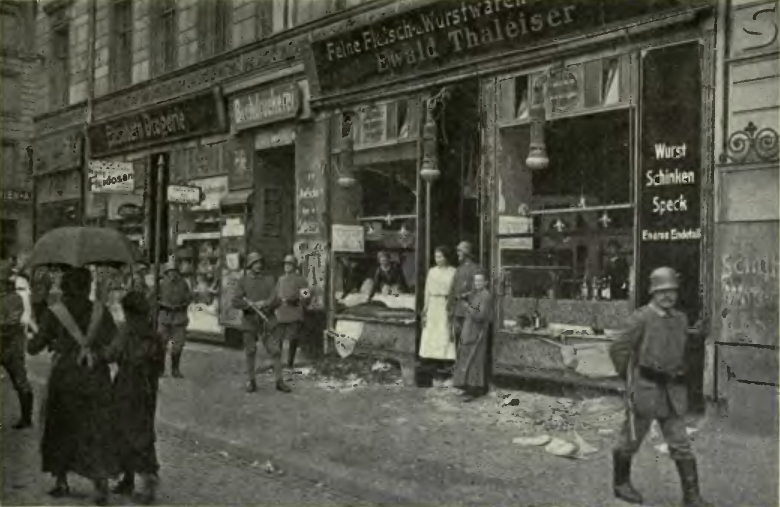
Продовольственные беспорядки в Берлине, 1918 год; разграбленный магазин на Инвалиденштрассе

В период войны была начата морская блокада Германии. По причине блокады промышленности не доставало стратегических видов сырья, в том числе железной руды.
В 1914 году в военном министерстве был создан отдел сырья. Экономика перешла на плановое распределение. Введён запрет на экспорт важных видов сырья. Введено государственное регулирование цен на сырьё, продовольствие, потребительские товары.
Военная промышленность Германии производила боеприпасы и военную технику не только для армии Германии. Приходилось также производить данные товары для армий союзников Германии.
За период с 1914 по 1918 год было выпущено 9 внутренних государственных займов на сумму 97 млрд 626 млн марок. Государственный долг вырос с 5 до 160 млрд марок. В 1916 году введён прогрессивный налог на военную прибыль.
Снизилось производство сельскохозяйственной продукции. В 1916 году производство пшеницы сократилось на 34 %, картофеля — на 54 % по сравнению с периодом до начала войны. Зимой 1916—1917 годов из-за неурожая картофеля, городскому населению пришлось питаться в основном брюквой. Этот период стал известен как «брюквенная зима».
Введена государственная монополия на производство хлеба. Создано Имперское управление по зерновым продуктам. Продажа частными лицами пшеницы, ржи, ячменя была запрещена. Введена принудительная продовольственная разверстка.
В 1915 году была введеная карточная система на основные продукты питания.
Увеличивалась инфляция. Продовольственные товары стали продаваться на чёрном рынке по завышенным ценам. На чёрный рынок поступало от 30 до 50 % производимой продовольственной продукции.
Вместо натуральных продовольственных продуктов стали изготавливать суррогаты.
Осенью 1916 года по инициативе Гинденбурга была выдвинута программа тотальной войны. 1 ноября 1916 года было создано Военное управление при Военном министерстве, отвечавшее за военно-экономическую мобилизацию. Управлению были переданы функции по регулированию германской промышленности.
Управлением реализовывалась программа Гинденбурга. В 1917 году программа была выполнена, а по отдельным видам производства вооружений перевыполнена.
5 декабря 1916 года была введена обязательная трудовая повинность для мужчин от 16 до 60 лет.
Сырьё для военной промышленности добывалось на залежах на оккупированных территориях. Также с оккупированных территорий вывозилась готовая продукция и продовольствие. Из Румынии вывозилась нефть, из Брией — Лонгви (Франция) — железная руда.
Использовался труд пленных рабочих. На предприятиях Германии работало 170 000 депортированных рабочих из Бельгии, 130 000 — из Польши.

## Революция в Германии
26 сентября 1918 года началось наступление Антанты на западном фронте. Союзники Германии находились в крайне тяжёлом положении и один за другим подписали перемирие с Антантой (29 сентября 1918 года — Болгария, 30 октября — Турция, 3 ноября — Австро-Венгрия). 5 октября 1918 года германским правительством было официально объявлено о готовности Германии к мирным переговорам со странами Антанты и её союзниками. Ещё больше к прекращению войны и заключению мира подтолкнули события 4-9 ноября 1918 года, когда Германию охватило антимонархическое восстание, восставшие стали на уровне предприятий формировать рабочие советы (arbeiterrat). 9 ноября Вильгельм II бежал в Нидерланды, где вскоре отрёкся от власти, Германская империя была провозглашена Германской Социалистической Республикой.
Доктор ист. наук Ф. И. Нотович считает, что германская армия потерпела именно военное поражение в боях против союзников по Антанте в 1918 году, и что лишь после этого произошедшая в Германии революция ускорила разложение кайзеровской армии.

## Компьенское перемирие и капитуляция
10 ноября 1918 года Берлинским советом было принято решение создать Временный совет народных уполномоченных, который 11 ноября 1918 года подписал в Компьене перемирие о прекращении боевых действий со стороны имперской армии Германии и положил конец Первой мировой войне.

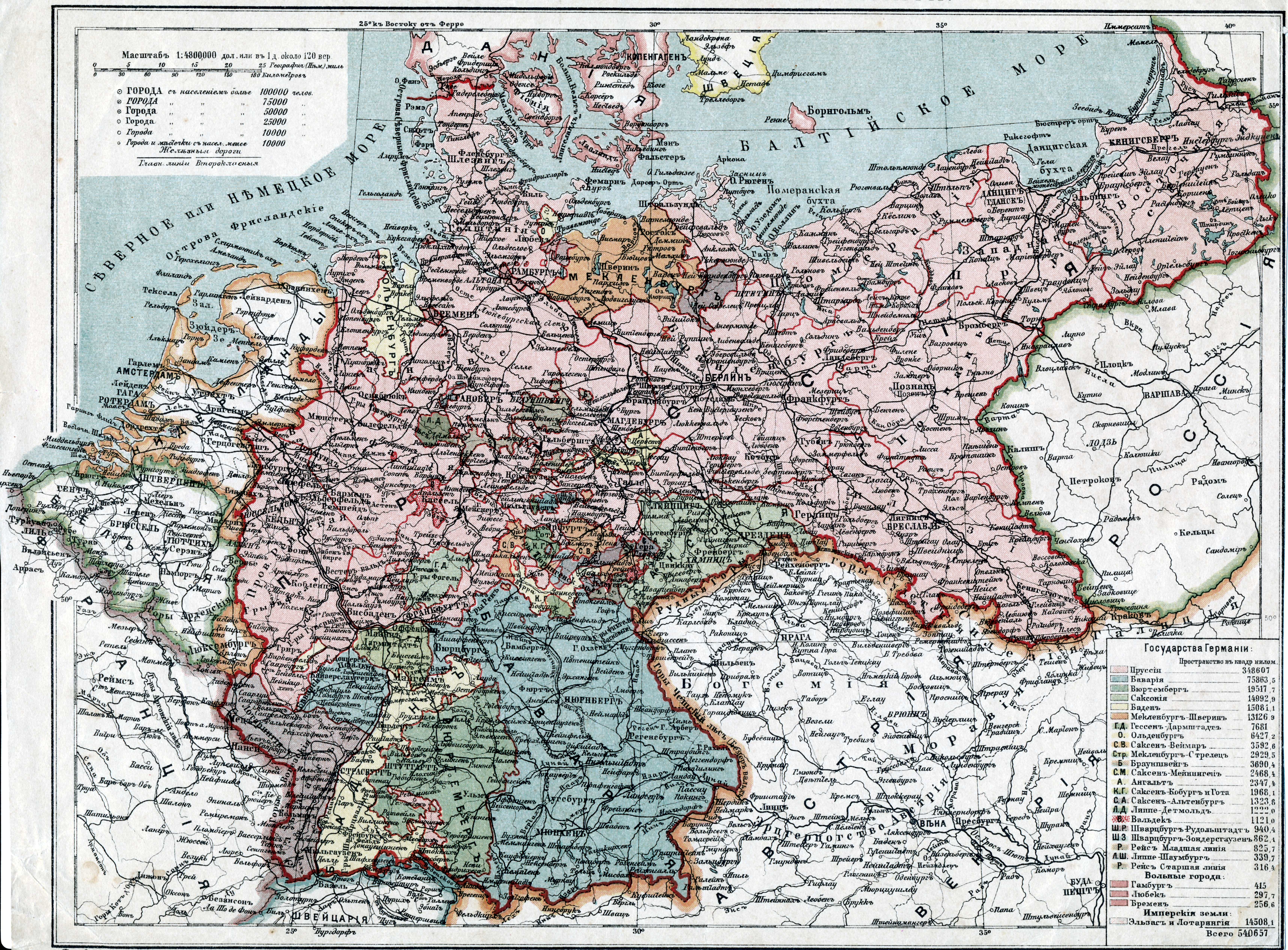
Территория Германии до войны

## Последствия

### Версальский мир

Территориальные потери Германии по Версальскому миру:
1. Северный Шлезвиг: к Дании
2. Позен и Западная Пруссия: к Польше
3. Вольный город Данциг
4. Мемельланд: в 1923 году к Литве
5. Восточная часть Верхней Силезии: к Польше
6. Глучинская область: к Чехословакии
7. Эльзас-Лотарингия: к Франции
8. Эйпен и Мальмеди: к Бельгии
9. Саарская область: под управление Лиги Наций

Версальский мирный договор 1919 года — договор, официально завершивший Первую мировую войну. Был подписан 28 июня 1919 года в Версале Соединёнными Штатами Америки, Великобританией, Францией, Италией, Японией, а также рядом их союзников с одной стороны и Германией — с другой. Условия договора были крайне жёсткими для Германии и были направлены на передел мира в пользу стран-победительниц.
Так, согласно договору, осуществлялось отторжение от Германии Эльзаса и Лотарингии, Познани, Саара, Данцига и других территорий, также была образована Рейнская демилитаризованная зона. Произошёл передел германских колоний. Германии запрещалось иметь армию численностью более 100 тысяч и современные виды вооружения. Почти вся бронетехника и орудия Германии, а также уцелевшие корабли военно-морского флота должны были быть переданы в руки держав-победительниц.

### Потери
С 1870 по 1899 год в Германии родилось 16 000 000 мальчиков, большинство из них служили в армии (на войну было мобилизовано 13 251 000 чел.), более 7 % из них были убиты. Наибольшие потери понесла германская молодёжь 1892—1895 годов рождения. Многие тысячи немцев пришли домой инвалидами: 22 329 человек на войне потеряли ногу, 10 439 человек — руку, 632 человека потеряли обе ноги, 68 человек — обе руки. 1274 солдат лишились на войне зрения. К концу 1916 года погибло уже свыше 500 000 солдат — 120 500 в 1914 году, 217 000 в 1915 году, 170 000 в 1916 году. Были оккупированы Бельгия, северная Франция, Царство Польское, Сербия и Румыния, но в ноябре 1916 года Центральные державы обратились к Антанте с предложением о мире, которое было отклонено. Женская смертность, например, в 1916 году возросла на 11,5 %, а в 1917 году — на 30,4 % по сравнению с довоенными показателями, и главной причиной тому были болезни, вызванные недоеданием. Германская экономика понесла более 20 % убытков.
Историк Волков привёл данные, что доля мобилизованных Германии к общему числу мужчин в возрасте 15—49 лет составила 81 %, при этом на каждую тысячу мобилизованных пришлось 77 убитых и умерших, соответственно на каждую тысячу мужчин в возрасте 15—49 лет Германия потеряла более 62 человек, а потери в пересчёте на каждую тысячу жителей Германии составили более 15 человек..
Потери германских вооружённых сил убитыми и умершими от ран и болезней составляют 2 037 000 солдат, ранеными 2 108 029 солдат, пленными 496 555 солдат,
Примерные потери гражданского населения Германии до вспышки пандемии испанского гриппа в 1918 году, которая унесла жизни десятки миллионов людей во всей Европе — 67 500 человек

## Комментарии
1. ↑  Из них погибло от военных действий 2500 чел., от голода и болезней 65 000 чел.